# Siti di interesse comunitario del Piemonte
I siti di interesse comunitario del Piemonte sono località di rilevante interesse ambientale in ambito CEE riferiti alla regione biogeografica mediterranea. Le località, definite con l'acronimo SIC, sono state proposte sulla base del decreto 25/3/2005, pubblicato sulla Gazzetta Ufficiale della Repubblica Italiana n. 157 dell'8 luglio 2005 e predisposto dal Ministero dell'ambiente e della tutela del territorio ai sensi della direttiva CEE.
Molti di questi siti coincidono in tutto o in parte con aree già precedentemente protette dalla legislazione statale o regionale. Tra i numerosi SIC piemontesi si possono ricordare:

## Provincia di Alessandria
| Definizione dell'area                             | Immagine | Codice Natura 2000 | Note                                                                                 | Sup.(ha) | Coordinate             |
| ------------------------------------------------- | -------- | ------------------ | ------------------------------------------------------------------------------------ | -------- | ---------------------- |
| Torrente Orba (area protetta) - ZPS               |          | IT1180002          | Si sovrappone in parte con la Riserva naturale speciale del Torrente Orba            | 506      | 44.779°N 8.655°E       |
| Greto dello Scrivia - ZPS                         |          | IT1180004          |                                                                                      | 2241     | 44.806418°N 8.847163°E |
| Ghiaia Grande (Fiume Po)                          |          | IT1180005          | Completamente compreso nella ZPS IT1180028 Fiume Po - tratto vercellese alessandrino | 462      | 45.152°N 8.318°E       |
| Strette della Val Borbera                         |          | IT1180009          |                                                                                      | 1665     | 44.728°N 9.018°E       |
| Langhe di Spigno Monferrato                       |          | IT1180010          |                                                                                      | 2512     | 44.508752°N 8.293763°E |
| Massiccio dell'Antola - Monte Carmo - Monte Legna |          | IT1180011          |                                                                                      | 5993     | 44.593333°N 9.157222°E |
| Bacino del Rio Miseria                            |          | IT1180017          |                                                                                      | 2094     | 44.511111°N 8.507778°E |
| Capanne di Marcarolo (area protetta) - ZPS        |          | IT1180026          | L'area di sovrappone in parte con il Parco naturale delle Capanne di Marcarolo       | 9549     | 44.565287°N 8.788926°E |
| Confluenza Po - Sesia - Tanaro                    |          | IT1180027          | Completamente compreso nella ZPS IT1180028 Fiume Po - tratto vercellese alessandrino | 4061     | 45.09°N 8.6069°E       |
| Calanchi di Rigoroso, Sottovalle e Carrosio       |          | IT1180030          |                                                                                      | 547      | 44.657°N 8.866°E       |
| Basso Scrivia                                     |          | IT1180031          |                                                                                      | 921      | 44.961786°N 8.868703°E |
| Bric Montariolo                                   |          | IT1180032          |                                                                                      | 545      | 44.98166°N 8.674814°E  |

## Provincia di Asti
| Definizione dell'area            | Immagine | Codice Natura 2000 | Note                                              | Sup.(ha) | Coordinate            |
| -------------------------------- | -------- | ------------------ | ------------------------------------------------- | -------- | --------------------- |
| Rocchetta Tanaro (area protetta) |          | IT1170001          | Corrisponde al Parco naturale di Rocchetta Tanaro | 126      | 44.858°N 8.319°E      |
| Valmanera                        |          | IT1170002          |                                                   | 2190     | 44.952°N 8.172°E      |
| Stagni di Belangero (Asti)       |          | IT1170003          |                                                   | 591      | 44.863°N 8.195°E      |
| Verneto di Rocchetta Tanaro      |          | IT1170005          |                                                   | 10       | 44.850402°N 8.35535°E |

## Provincia di Biella
| Definizione dell'area                                               | Immagine | Codice Natura 2000 | Note                                                                          | Sup.(ha) | Coordinate             |
| ------------------------------------------------------------------- | -------- | ------------------ | ----------------------------------------------------------------------------- | -------- | ---------------------- |
| La Bessa                                                            |          | IT1130001          | Coincide completamente con l'area della Riserva naturale speciale della Bessa | 734      | 45.486°N 8.035°E       |
| Val Sessera (area protetta)                                         |          | IT1130002          |                                                                               | 10787    | 45.696944°N 8.037778°E |
| Baraggia di Candelo                                                 |          | IT1130003          |                                                                               | 604      | 45.531°N 8.159°E       |
| Lago di Bertignano (Viverone) e stagno presso la strada per Roppolo |          | IT1130004          |                                                                               | 26       | 45.429315°N 8.065402°E |

## Provincia di Cuneo
| Definizione dell'area                                                        | Immagine | Codice Natura 2000 | Note                                                                      | Sup.(ha) | Coordinate             |
| ---------------------------------------------------------------------------- | -------- | ------------------ | ------------------------------------------------------------------------- | -------- | ---------------------- |
| Oasi di Crava Morozzo                                                        |          | IT1160003          | Coincide con la Riserva naturale di Crava-Morozzo                         | 299      | 44.4214°N 7.7322°E     |
| Sorgenti del Belbo                                                           |          | IT1160007          | Coincide al 90% con la Riserva naturale delle Sorgenti del Belbo          | 474      | 44.3892°N 8.1397°E     |
| Confluenza Po - Bronda                                                       |          | IT1160009          | Completamente compresa nella Riserva naturale della confluenza del Bronda | 136      | 44.683056°N 7.455°E    |
| Bosco del Merlino                                                            |          | IT1160010          |                                                                           | 354      | 44.7974°N 7.716°E      |
| Parco di Racconigi e Boschi lungo il Torrente Maira                          |          | IT1160011          |                                                                           | 326      | 44.78°N 7.663°E        |
| Boschi e Rocche del Roero                                                    |          | IT1160012          |                                                                           | 1704     | 44.734167°N 7.885556°E |
| Confluenza Po - Varaita                                                      |          | IT1160013          |                                                                           | 171      | 44.82°N 7.597°E        |
| Stazione di muschi calcarizzanti - C.ba Seviana e C.ba Barmarossa            |          | IT1160016          |                                                                           | 1,61     | 44.419°N 7.298°E       |
| Stazione di Linum narbonense                                                 |          | IT1160017          |                                                                           | 8,28     | 44.421°N 7.28°E        |
| Sorgenti del Maira, Bosco di Saretto, Rocca Provenzale                       |          | IT1160018          | Completamente compresa nella ZPS Alte valli Stura e Maira (IT1160062)     | 727      | 44.496389°N 6.915833°E |
| Bosco di Bagnasco                                                            |          | IT1160020          |                                                                           | 381      | 44.276389°N 8.077222°E |
| Gruppo del Tenibres                                                          |          | IT1160021          | Completamente compresa nella ZPS Alte valli Stura e Maira (IT1160062)     | 5450     | 44.304167°N 7.022778°E |
| Vallone di Orgials - Colle della Lombarda                                    |          | IT1160023          | Completamente compresa nella ZPS Alte valli Stura e Maira (IT1160062)     | 530      | 44.218611°N 7.141944°E |
| Colle e Lago della Maddalena, Val Puriac                                     |          | IT1160024          | Completamente compresa nella ZPS Alte valli Stura e Maira (IT1160062)     | 1834     | 44.393611°N 6.912222°E |
| Faggete di Pamparato, Tana del Forno, Grotta delle Turbiglie e Grotte di Bos |          | IT1160026          |                                                                           | 2940     | 44.265278°N 7.870278°E |
| Colonie di chirotteri di S. Vittoria e Monticello d'Alba                     |          | IT1160029          |                                                                           | 17       | 44.7°N 7.946°E         |
| Monte Antoroto                                                               |          | IT1160035          |                                                                           | 863      | 44.188333°N 7.916667°E |
| Stura di Demonte (area protetta)                                             |          | IT1160036          |                                                                           | 1174     | 44.306°N 7.359°E       |
| Grotta di Rio Martino                                                        |          | IT1160037          | Compresa nella Riserva della Biosfera del Monviso                         | 0,3      | 44.698185°N 7.146328°E |
| Stazioni di Euphorbia valliniana                                             |          | IT1160040          |                                                                           | 207      | 44.518611°N 7.176111°E |
| Boschi e colonie di chirotteri di Staffarda                                  |          | IT1160041          |                                                                           | 666      | 44.718°N 7.438°E       |
| Alpi Marittime (area protetta)                                               |          | IT1160056          | Comprende il Parco naturale delle Alpi Marittime                          | 33672    | 44.2014°N 7.3628°E     |
| Alte Valli Pesio e Tanaro                                                    |          | IT1160057          | Comprende il Parco naturale del Marguareis                                | 11278    | 44.175556°N 7.698333°E |
| Gruppo del Monviso e Bosco dell'Alevè                                        |          | IT1160058          | Comprende la Riserva naturale Pian del Re                                 | 7232     | 44.645556°N 7.096667°E |
| Comba di Castelmagno                                                         |          | IT1160065          |                                                                           | 622      | 44.42°N 7.245°E        |
| Vallone dell'Arma                                                            |          | IT1160067          |                                                                           | 796      | 44.33°N 7.286°E        |
| Greto e risorgive del torrente Stura                                         |          | IT1160071          |                                                                           | 559      | 44.497°N 7.698°E       |

## Provincia di Novara
| Definizione dell'area         | Immagine | Codice Natura 2000 | Note                                                                       | Sup.(ha) | Coordinate             |
| ----------------------------- | -------- | ------------------ | -------------------------------------------------------------------------- | -------- | ---------------------- |
| Valle del Ticino              |          | IT1150001          | Quasi completamente compresa nella Riserva della Biosfera Valle del Ticino | 6597     | 45.499026°N 8.728109°E |
| Lagoni di Mercurago           |          | IT1150002          | Coincide con il Parco naturale dei Lagoni di Mercurago                     | 472      | 45.731°N 8.552°E       |
| Palude di Casalbeltrame       |          | IT1150003          | Coincide con la Riserva naturale della Palude di Casalbeltrame             | 651      | 45.4275°N 8.5018°E     |
| Canneti di Dormelletto        |          | IT1150004          | Coincide con la Riserva naturale dei Canneti di Dormelletto                | 153      | 45.427°N 8.5797°E      |
| Agogna Morta (Borgolavezzaro) |          | IT1150005          |                                                                            | 13       | 45.304°N 8.661°E       |
| Baraggia di Piano Rosa        |          | IT1150007          | Compresa nella Riserva naturale delle Baragge                              | 1194     | 45.619684°N 8.437086°E |
| Baraggia di Bellinzago        |          | IT1150008          |                                                                            | 119      | 45.565°N 8.606°E       |

## Città metropolitana di Torino
| Rocca di Cavour                                         |  | IT1110001 | Corrisponde al Parco naturale della Rocca di Cavour                                                                                 | 76    | 44.781°N 7.378°E       |
| Collina di Superga                                      |  | IT1110002 | | 747   | 45.0697°N 7.7706°E     |
| Stupinigi (area protetta)                               |  | IT1110004 | Corrisponde al Parco naturale di Stupinigi                                                                                          | 1731  | 44.981°N 7.592°E       |
| Vauda                                                   |  | IT1110005 | Corrisponde alla Riserva naturale della Vauda                                                                                       | 2654  | 45.2503°N 7.6509°E     |
| Orsiera Rocciavré                                       |  | IT1110006 | Corrisponde al Parco naturale Orsiera-Rocciavrè                                                                                     | 10956 | 45.06174°N 7.133008°E  |
| Laghi di Avigliana                                      |  | IT1110007 | Corrisponde al Parco naturale dei Laghi di Avigliana                                                                                | 414   | 45.06519°N 7.386147°E  |
| Madonna della Neve sul Monte Lera                       |  | IT1110008 | Comprende completamente la Riserva naturale della Madonna della Neve sul Monte Lera                                                 | 62    | 45.1778°N 7.4678°E     |
| Bosco del Vaj e "Bosc Grand"                            |  | IT1110009 | Comprende la Riserva naturale del Bosco del Vaj                                                                                     | 1347  | 45.1114°N 7.9289°E     |
| Gran Bosco di Salbertrand                               |  | IT1110010 | Corrisponde al Parco naturale del Gran Bosco di Salbertrand                                                                         | 3712  | 45.0581°N 6.9222°E     |
| Monti Pelati e Torre Cives                              |  | IT1110013 | Corrisponde alla Riserva naturale dei Monti Pelati                                                                                  | 145   | 45.4158°N 7.7433°E     |
| Stura di Lanzo                                          |  | IT1110014 | Corrisponde all'Area contigua della Stura di Lanzo                                                                                  | 688   | 45.2203°N 7.5647°E     |
| Confluenza Po - Pellice                                 |  | IT1110015 | Corrisponde alla Riserva naturale della confluenza del Pellice ed è completamente compresa nella Riserva della Biosfera del Monviso | 146   | 44.811°N 7.561°E       |
| Confluenza Po - Maira                                   |  | IT1110016 | Compresa nella Riserva naturale della confluenza del Maira                                                                          | 178   | 44.838°N 7.646°E       |
| Lanca di Santa Marta (Confluenza Po - Banna)            |  | IT1110017 | Corrisponde alla Riserva naturale della Lanca di Santa Marta e confluenza del Banna                                                 | 164   | 44.9514°N 7.6956°E     |
| Confluenza Po - Orco - Malone                           |  | IT1110018 | Corrisponde alla Riserva naturale confluenza della Dora Baltea                                                                      | 312   | 45.1839°N 7.8661°E     |
| Baraccone (confluenza Po - Dora Baltea)                 |  | IT1110019 | Compresa nella Riserva naturale confluenza della Dora Baltea                                                                        | 1574  | 45.1781°N 8.0411°E     |
| Lago di Viverone                                        |  | IT1110020 | Compreso in parte anche nelle provincie di Biella e di Vercelli                                                                     | 926   | 45.4178°N 8.0311°E     |
| Laghi di Ivrea                                          |  | IT1110021 | | 1599  | 45.489167°N 7.893333°E |
| Stagno di Oulx                                          |  | IT1110022 | | 84    | 45.0361°N 6.8172°E     |
| Lanca di San Michele                                    |  | IT1110024 | Compresa nella Riserva naturale della Lanca di San Michele                                                                          | 228   | 44.8675°N 7.6783°E     |
| Po morto di Carignano                                   |  | IT1110025 | Corrisponde alla Riserva naturale dell'Oasi del Po morto                                                                            | 503   | 44.896389°N 7.696667°E |
| Champlas - Colle Sestriere                              |  | IT1110026 | | 1050  | 44.951944°N 6.849722°E |
| Boscaglie di Tasso di Giaglione (Val Clarea)            |  | IT1110027 | | 340   | 45.158889°N 6.959167°E |
| Pian della Mussa (Balme)                                |  | IT1110029 | | 3554  | 45.297222°N 7.154444°E |
| Oasi xerotermiche della Val di Susa-Orrido di Chianocco |  | IT1110030 | Comprende la Riserva naturale dell'Orrido di Chianocco                                                                              | 1250  | 45.151389°N 7.120833°E |
| Valle Thuras                                            |  | IT1110031 | | 978   | 44.893611°N 6.859444°E |
| Pra - Barant                                            |  | IT1110032 | | 4120  | 44.755833°N 7.059444°E |
| Stazioni di Myricaria germanica                         |  | IT1110033 | | 63    | 44.80341°N 7.141189°E  |
| Laghi di Meugliano e Alice                              |  | IT1110034 | | 283   | 45.456°N 7.785°E       |
| Stagni di Poirino - Favari                              |  | IT1110035 | | 1844  | 44.923°N 7.792°E       |
| Lago di Candia                                          |  | IT1110036 | | 335   | 45.3281°N 7.9089°E     |
| Col Basset (Sestriere)                                  |  | IT1110038 | | 271   | 44.982222°N 6.874444°E |
| Rocciamelone                                            |  | IT1110039 | | 1966  | 45.174444°N 7.090556°E |
| Oasi xerotermica di Oulx - Auberge                      |  | IT1110040 | | 1070  | 45.055278°N 6.832778°E |
| Oasi xerotermica di Oulx - Amazas                       |  | IT1110042 | | 339   | 45.019167°N 6.822222°E |
| Pendici del Monte Chaberton                             |  | IT1110043 | | 329   | 44.957222°N 6.7775°E   |
| Bardonecchia - Val Fredda                               |  | IT1110044 | | 1686  | 45.098611°N 6.804722°E |
| Bosco di Pian Prà (Rorà)                                |  | IT1110045 | | 93    | 44.796944°N 7.191667°E |
| Scarmagno - Torre Canavese (morena destra d'Ivrea)      |  | IT1110047 | | 1876  | 45.368056°N 7.814722°E |
| Grotta del Pugnetto                                     |  | IT1110048 | | 19    | 45.2728°N 7.4136°E     |
| Les Arnaud e Punta Quattro Sorelle                      |  | IT1110049 | | 1328  | 45.081667°N 6.663611°E |
| Mulino Vecchio (fascia fluviale del Po)                 |  | IT1110050 | Si sovrappone in parte con la Riserva naturale Mulino Vecchio                                                                       | 414   | 45.256°N 7.971°E       |
| Peschiere e Laghi di Pralormo                           |  | IT1110051 | | 141   | 44.8287°N 7.829°E      |
| Oasi xerotermica di Puys - Beaulard                     |  | IT1110052 | | 468   | 45.046944°N 6.735556°E |
| Valle della Ripa (Argentera)                            |  | IT1110053 | | 327   | 44.891944°N 6.915556°E |
| Arnodera - Colle Montabone                              |  | IT1110055 | | 112   | 45.129167°N 7.055833°E |
| Serra di Ivrea                                          |  | IT1110057 | Condiviso con la provincia di Biella                                                                                                | 4572  | 45.49°N 7.948889°E     |
| Cima Fournier e Lago Nero                               |  | IT1110058 | | 640   | 44.903889°N 6.793611°E |
| Lago di Maglione                                        |  | IT1110061 | | 17    | 45.345°N 7.995°E       |
| Stagno Interrato di Settimo Rottaro                     |  | IT1110062 | | 22    | 45.401°N 7.977°E       |
| Boschi e Paludi di Bellavista                           |  | IT1110063 | | 95    | 45.442°N 7.864°E       |
| Palude di Romano Canavese                               |  | IT1110064 | | 35    | 45.395287°N 7.858374°E |
| La Mandria                                              |  | IT1110079 | Completamente compreso nel Parco naturale La Mandria                                                                                | 3379  | 45.1631°N 7.5739°E     |
| Val Troncea                                             |  | IT1110080 | Comprende il Parco naturale della Val Troncea                                                                                       | 10130 | 44.975833°N 6.978889°E |
| Monte Musiné e Laghi di Caselette                       |  | IT1110081 | | 1524  | 45.1208°N 7.4678°E     |
| Boschi umidi e stagni di Cumiana                        |  | IT1110084 | | 23    | 44.956951°N 7.398621°E |

## Provincia del Verbano-Cusio-Ossola
| Definizione dell'area                              | Immagine | Codice Natura 2000 | Note                                                                                               | Sup.(ha) | Coordinate             |
| -------------------------------------------------- | -------- | ------------------ | -------------------------------------------------------------------------------------------------- | -------- | ---------------------- |
| Fondo Toce                                         |          | IT1140001          | Corrisponde alla Riserva naturale di Fondo Toce                                                    | 361      | 45.938886°N 8.478388°E |
| Campello Monti (area protetta)                     |          | IT1140003          | Compresa nel Parco naturale dell'Alta Val Sesia e dell'Alta Val Strona                             | 548      | 45.938889°N 8.221111°E |
| Alta Val Formazza                                  |          | IT1140004          | Compresa nella ZPS Val Formazza (IT1140021)                                                        | 5744     | 46.403611°N 8.436389°E |
| Greto Torrente Toce tra Domodossola e Villadossola |          | IT1140006          | | 746      | 46.058333°N 8.279167°E |
| Boleto - M.te Avigno                               |          | IT1140007          | | 390      | 45.783889°N 8.353056°E |
| Val Grande (area protetta)                         |          | IT1140011          | Completamente compresa nel Sesia-Val Grande Geopark                                                | 11855    | 46.040833°N 8.4575°E   |
| Alpi Veglia e Devero - Monte Giove                 |          | IT1140016          | Comprende il Parco naturale dell'Alpe Veglia e dell'Alpe Devero e l'Area contigua dell'Alpe Devero | 15119    | 46.311111°N 8.2525°E   |

## Provincia di Vercelli
| Bosco della Partecipanza di Trino       |  | IT1120002 | Comprende il Parco naturale del Bosco delle Sorti della Partecipanza di Trino e l'Area Contigua del Bosco delle Sorti della Partecipanza di Trino                                        | 1075 | 45.225°N 8.254722°E    |
| Monte Fenera                            |  | IT1120003 | Compreso nel Parco naturale del Monte Fenera | 3348 | 45.702778°N 8.346667°E |
| Baraggia di Rovasenda                   |  | IT1120004 | Compresa nella Riserva naturale delle Baragge | 1178 | 45.578°N 8.301°E       |
| Garzaia di Carisio                      |  | IT1120005 | Coincide con la Riserva naturale della Garzaia di Carisio | 103  | 45.4225°N 8.2003°E     |
| Val Mastallone (area protetta)          |  | IT1120006 | Compresa nel Parco naturale dell'Alta Val Sesia e dell'Alta Val Strona | 1882 | 45.916389°N 8.159444°E |
| Palude di S. Genuario                   |  | IT1120007 | Comprende la Riserva naturale della Palude di San Genuario e l'Area Contigua della Palude di San Genuario                                                                                | 426  | 45.223°N 8.183°E       |
| Fontana Gigante (Tricerro)              |  | IT1120008 | Comprende la Riserva naturale Fontana Gigante | 311  | 45.233819°N 8.286625°E |
| Lame del Sesia e Isolone di Oldenico    |  | IT1120010 | Coincide con il Parco naturale delle Lame del Sesia | 934  | 45.419167°N 8.3975°E   |
| Isolotto del Ritano (Dora Baltea)       |  | IT1120013 | Coincide con la Riserva Naturale dell'Isolotto del Ritano | 253  | 45.231389°N 8.001111°E |
| Garzaia del Rio Druma                   |  | IT1120014 | | 128  | 45.4539°N 8.312°E      |
| Laghetto di Sant'Agostino               |  | IT1120016 | | 21   | 45.785°N 8.282°E       |
| Isola di Santa Maria (area protetta)    |  | IT1120023 | Compresa nella Riserva naturale di Isola Santa Maria e nella ZPS "Fiume Po - tratto vercellese alessandrino" (IT1180028)                                                                 | 721  | 45.174°N 8.14°E        |
| Stazioni di Isoetes malinverniana       |  | IT1120026 | | 2043 | 45.519°N 8.386°E       |
| Alta Val Sesia                          |  | IT1120028 | Compresa nella ZPS "Alta Valsesia e Valli Otro, Vogna, Gronda, Artogna e Sorba" (IT110027) e si sovrappone parzialmente con il Parco naturale dell'Alta Val Sesia e dell'Alta Val Strona | 7545 | 45.8964°N 7.8989°E     |
| Sponde fluviali di Palazzolo vercellese |  | IT1120030 | Compresa nella ZPS "Fiume Po - Tratto Vercellese-Alessandrino" (IT1180028) e nell'Area contigua del Parco Fluviale del Po                                                                | 243  | 45.169709°N 8.236717°E |